# 유재량
유재량(1979년 7월 18일 ~ )은 대한민국의 배우이다. 2000년 KBS 드라마 《태조 왕건》으로 데뷔했다. 한때 윤재량이라는 이름으로도 활동했다.

## 연기 활동

### 텔레비전 드라마
- 2000년~2002년 KBS1 《태조 왕건》 ... 천부장 역
- 2001년~2002년 MBC 《여우와 솜사탕》 ... 이주호 역
- 2002년~2003년 MBC 《어사 박문수》 ... 김인호 역
- 2003년~2004년 MBC 《성녀와 마녀》
- 2006년 KBS2 《황진이》 ... 연흥 역
- 2006년 KBS2 《특수수사일지: 1호관 사건》 ... 하영구 역
- 2006년 OCN 《썸데이》 ... 유재량 역
- 2007년 MBC 《9회말 2아웃》 ... 홍보회사 직원 역
- 2007년~2008년 MBC 《겨울새》 ... 광욱 역

### 영화
- 2000년 《종합병원 The Movie 천일동안》